# Acanthocteninae
Acanthocteninae es una subfamilia de arañas araneomorfas de la familia Ctenidae. 

## Lista de géneros
- Acanthoctenus Keyserling, 1877
- Nothroctenus Badcock, 1932
- Viracucha Lehtinen, 1967
- Bengalla Gray & Thompson, 2001